# Sielsowiet Kwasówka
Sielsowiet Kwasówka (biał. Квасоўскі сельсавет, ros. Квасовский сельсовет) – sielsowiet na Białorusi, w obwodzie grodzieńskim, w rejonie grodzieńskim.

## Miejscowości
- agromiasteczka:
  - Kwasówka
  - Świsłocz
- wsie:
  - Baranowo
  - Chlistowicze
  - Chomiki
  - Dekałowicze
  - Dojlidki
  - Doroszewicze
  - Ferma
  - Grzywki
  - Horny
  - Kaleniki
  - Korozicze
  - Kruhlany
  - Kuźmicze
  - Likówka
  - Litwinka
  - Nieciecza
  - Nowiki
  - Nowosiółki
  - Ogrodniki
  - Pohorany Dolne
  - Pohorany Górne
  - Putne
  - Rudawica
  - Słomianka
  - Stecki
  - Świsłocz Górna
  - Wicki
  - Zarubicze
- nieistniejące miejscowości:
  - Obrębszczyzna